# Sassá
Wélissa de Souza Gonzaga, mais conhecida como Sassá (Barbacena, 9 de setembro de 1982), é uma jogadora de voleibol brasileira da seleção feminina e da equipe Brasília Vôlei. Em 2008, ela sagrou-se campeã olímpica nas Olimpíadas de Pequim. Depois de jogar a maior parte da carreira como ponteira, em 2015 mudou de posição para se tornar líbero.
Sassá começou a jogar no Olympic, de Barbacena, sua cidade natal. Acabou indicada para o Vasco da Gama, do Rio, onde fez sua estreia na Superliga. Em seguida defendeu o Rio de Janeiro por sete temporadas e o Osasco por três, conquistando a Superliga quatro vezes. Vestiu a camisa do polonês Gornicza por um ano, assim como a do Praia Clube Uberlândia, de Uberlândia, quando entrou em quadra pela última vez como ponteira. Percebendo que tinha uma desvantagem de altura na posição, resolveu se tornar líbero, atendendo um convite do técnico da seleção José Roberto Guimarães. Sassá estreou como líbero no Grand Prix de Voleibol de 2015, onde ganhou medalha de bronze, e em seguida virou a líbero do Brasília.

## Clubes
| Clube                  | País    | De   | Até  |
| ---------------------- | ------- | ---- | ---- |
| Vasco da Gama          | Brasil  | 2000 | 2001 |
| Rexona-Ades            | Brasil  | 2001 | 2008 |
| Osasco                 | Brasil  | 2008 | 2011 |
| SESI-SP                | Brasil  | 2011 | 2013 |
| MKS Dąbrowa Górnicza   | Polónia | 2013 | 2014 |
| Praia Clube Uberlândia | Brasil  | 2014 | 2015 |
| Brasília Vôlei         | Brasil  | 2015 | 2016 |
| Fluminense FC          | Brasil  | 2016 | 2019 |
| Itajaí Vôlei           | Brasil  | 2019 | 2020 |
| Curitiba Vôlei         | Brasil  | 2020 | 2021 |